# Криви камен
Криви камен (на македонска литературна норма: Криви Камен; на турски: Egritaş, Егриташ) е село в Северна Македония, в община Ранковце.

## География
Селото е разположено в областта Славище, в южните склонове на планината Герман.

## История
В края на XIX век Криви камен е българско село в Кривопаланска каза на Османската империя. Според статистиката на Васил Кънчов („Македония. Етнография и статистика“) от 1900 година Криви Каменъ е населявано от 160 жители българи християни.
Цялото християнско население на селото е под върховенството на Българската екзархия. По данни на секретаря на екзархията Димитър Мишев („La Macédoine et sa Population Chrétienne“) в 1905 година в Криви камен има 184 българи екзархисти. Според секретен доклад на българското консулство в Скопие всичките 27 къщи в селото през юни 1905 година под натиска на сръбската пропаганда в Македония признават Цариградската патриаршия.
При избухването на Балканската война трима души от Криви камен са доброволци в Македоно-одринското опълчение.
Според преброяването от 2002 година селото има 23 жители, всички северномакедонци.

## Личности
Родени в Криви камен
- Стойко Ангелов (Алексов), български революционер, деец на ВМОРО, четник на Петко Стефанов в 1915 година[6]